# Teodoaldo
Teodoaldo, o Teodealdo o Tebaldo (708 circa – 741), fu maggiordomo dei regni di Neustria e di Burgundia, dal 714 al 715 e dal dicembre del 714 sino al 716 anche d'Austrasia.

## Origine
Era l'unico figlio del maggiordomo di palazzo di Neustria e di Burgundia, Grimoaldo e di una sua concubina, di cui non si conosce né il nome né gli ascendenti. Teodoaldo, da parte di padre, era nipote del Maggiordomo di palazzo di Austrasia ed in seguito maggiordomo di palazzo di tutti i regni dei Franchi, Pipino di Herstal e di Plectrude, (ca. 650-† 717), figlia del conte palatino, Ugoberto (?-† 698) e di Sant'Erminia (650-† 710), fondatrice e prima badessa del monastero di Oehren, nei pressi di Treviri.

## Biografia
Nel 714, alla morte del padre, per volere di suo nonno, Pipino, il re Dagoberto III, lo nominò maggiordomo dei regni di Neustria e di Burgundia.
Teodoaldo ha circa 6 anni e dopo pochi mesi, alla morte del nonno, ereditandone di tutti i suoi domini, si trovò ad essere maggiordomo di tutti i regni Franchi, sotto la reggenza della nonna, Plectrude, che fece imprigionare il figliastro, lo zio di Teodoaldo, Carlo Martello, che aspirava ad essere maggiordomo d'Austrasia.
In Neustria si iniziò una sedizione contro Teodoaldo e raccolto un esercito, nella foresta Cotia, vicino a Compiègne, i neustriani si scontrarono con lo smisurato esercito austrasiano di Teodebaldo che si diede alla fuga.  Iniziò così, nel regno dei Franchi, un periodo di turbolenza e di guerra civile.
In Neustria fu nominato maggiordomo Ragenfrido che raccolto l'esercito marciò sino alle sponde della Mosa, devastando la regione, poi strinse un'alleanza col re di Frisia Redbaldo. In quegli stessi giorni, Carlo Martello riuscì a liberarsi dalla prigionia.
Nel 715, il re Dagoberto III morì, all'età di 16 anni, dopo cinque anni di regno, e Ragenfrido riuscì a far nominare re di Neustria il già maturo merovingio, figlio di Childeberto II, Chilperico II, che era stato relegato in un monastero col nome di Daniele; e Chilperico confermò Ragenfrido maggiordomo di Neustria; Ragenfrido col suo alleato Redboldo invasero l'Austrasia e Colonia, dove Plectrude si era rinchiusa col nipote Teodealdo, venne posta sotto assedio.
Carlo tentò, nel 716, di liberare Colonia, ma dopo aver subito ingenti perdite (Battaglia di Colonia) si dovette ritirare. Così Plectrude ed il nipote confermarono sia Chlperico II re dei franchi che Raginfredo maggiordomo di Neustria, e gli cedettero parte dell'Austrasia e della Borgogna. Carlo nel frattempo era stato nominato maggiordomo d'Austrasia dalla nobiltà.
Ad Amblava, vicino a Liegi, però, sulla via del ritorno, Chlperico II e Raginfredo furono sopraffatti da Carlo che successivamente li inseguì e, nel 717, li sconfisse a Viciago, inseguendoli sino a Parigi, riuscendo così a liberare l'Austrasia.
Dopo aver liberarato l'Austrasia, Carlo rientrò a Colonia da vincitore, Plectrude dovette cedergli tutti i poteri ed i titoli che erano stati di suo padre. Di conseguenza Plectrude perse ogni influenza politica, si ritirò in convento e Teodoaldo passò sotto la protezione dello zio.
Al termine della guerra civile, nel 718, Teodoaldo continuò a beneficiare della protezione dello zio, che nel frattempo era diventato maggiordomo di tutti i regni di Francia.
Morì nel 741 (mentre secondo gli Annales Mettenses Teodobaldo morì durante la guerra civile), fatto uccidere, molto probabilmente, dai cugini, Carlomanno e Pipino, dopo la morte di Carlo Martello.

### Fonti primarie
- (LA)  Fredegario, FREDEGARII SCHOLASTICI CHRONICUM CUM SUIS CONTINUATORIBUS, SIVE APPENDIX AD SANCTI GREGORII EPISCOPI TURONENSIS HISTORIAM FRANCORUM.
- (LA)  Annales Marbacenses.
- (LA)  Annales Mettenses Priores.
- (LA)  Monumenta Germaniae historica: Domus Carolingicae genealogia.
- (LA)  Monumenta Germaniae historica: Annales Petaviani.
- (LA)  Monumenta Germaniae historica: Chronicon Moissiacensis.
- (LA) Martin Bouquet e Jean Baptiste Haudiquier et al. (a cura di), Rerum Gallicarum et Francicarum Scriptores. Tomus tertius, Aux dépens des librairies, 1741.

### Letteratura storiografica
- Christian Pfister, La Gallia sotto i Franchi merovingi. Vicende storiche, in Storia del mondo medievale - Vol. I, Cambridge, Cambridge University Press, 1978,  pp. 688-711.